# Palazzo Chigi
O Palazzo Chigi é um palácio localizado no centro de Roma entre a Piazza Colonna e a Via del Corso. Desde 1961, é a sede do governo italiano e a residência do presidente do Conselho de Ministros, ao lado do Palazzo Montecitorio.

## História

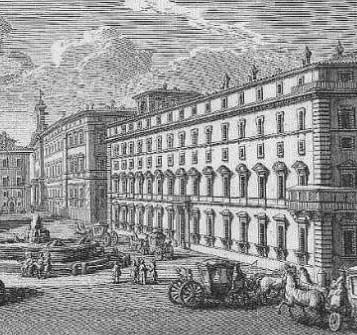
O Palazzo Chigi numa gravura setecentista, por Giuseppe Vasi.

O palácio foi iniciado em 1562 por Giacomo della Porta e concluído em 1580 por Carlo Maderno, para a família Aldobrandini. Em 1659, foi comprado pela família Chigi, sendo então remodelado por Felice della Greca e Giovan Battista Contini.
O palácio tem cinco andares, uma ampla escadaria que leva às salas de estar, e um pátio decorado com uma fonte desenhada por Giacomo della Porta. A fonte tem sido reproduzida em vários lugares de Roma e noutras cidades italianas.
Em 1878, tornou-se a residência do embaixador austro-húngaro na Itália. Em 1916, o Palazzo Chigi foi comprado pelo estado italiano e tornou-se na sede do Ministério dos Assuntos Coloniais. Mais tarde, foi residência oficial do Ministro dos Negócios Estrangeiros.
Em 1961, tornou-se no lugar de encontro oficial do Conselho de Ministros, cujo presidente é o Primeiro-Ministro da Itália, função que mantém até à actualidade.